# Tentaoculus balantiophaga
Tentaoculus balantiophaga är en snäckart som beskrevs av B.A. Marshall 1996. Tentaoculus balantiophaga ingår i släktet Tentaoculus och familjen Pseudococculinidae. Inga underarter finns listade i Catalogue of Life.